# Ninjago : Les Maîtres du Spinjitzu
Cet article concerne la série originale (2011-2022). Pour la série de 2023, voir Ninjago : Le Soulèvement des Dragons.
Pour les articles homonymes, voir Ninjago.
Ninjago : Le Soulèvement des Dragons
Ninjago : Les Maîtres du Spinjitzu (Ninjago: Masters of Spinjitzu) est une série télévisée d'animation américano-canado-danoise créée par Michael Hegner et Justin Murphy dérivée de la ligne de jouets Lego Ninjago. Sa diffusion originale débute le 14 janvier 2011 avec l'épisode pilote La Légende de Ninjago.
En France, elle est diffusée depuis le 17 décembre 2011 sur France 3 et depuis avril 2014 sur France 4. La série est également rediffusée depuis le 4 janvier 2015 sur Cartoon Network et entre août 2018 , le 3 avril 2023 sur Boing et sur Canal J le 6 novembre 2023, en Belgique sur Ouftivi, au Canada francophone sur Télétoon depuis décembre 2011 et au Canada anglophone sur Télétoon.

## Épisodes

### Saisons
| Saisons | Saisons | Saisons                           | Épisodes | États-Unis (diffusion originale) | États-Unis (diffusion originale) | France           | France           | Québec             | Québec           |
| Saisons | Saisons | Saisons                           | Épisodes | Début de saison                  | Fin de saison                    | Début de saison  | Fin de saison    | Début de saison    | Fin de saison    |
| ------- | ------- | --------------------------------- | -------- | -------------------------------- | -------------------------------- | ---------------- | ---------------- | ------------------ | ---------------- |
|         | PI*     | La Légende de Ninjago             | 1        | 14 janvier 2011                  | 14 janvier 2011                  | 20 février 2011  | 20 février 2011  | 2011               | 2011             |
|         | 1       | La Menace des serpents            | 13       | 2 décembre 2011                  | 11 avril 2012                    | 17 décembre 2011 | 24 avril 2012    | 1er janvier 2012   | 2012             |
|         | 2       | La Bataille Finale                | 13       | 18 juillet 2012                  | 21 novembre 2012                 | 2012             | 2013             | 2013               | 2014             |
|         | 3       | Réinitialisé                      | 8        | 29 janvier 2014                  | 26 novembre 2014                 | 2 mai 2014       | 18 octobre 2014  | 2014               | 2015             |
|         | 4       | Le Tournoi des Éléments           | 10       | 23 février 2015                  | 3 avril 2015                     | 27 avril 2015    | 8 mai 2015       | 2015               | 2016             |
|         | 5       | Possession                        | 10       | 29 juin 2015                     | 10 juillet 2015                  | 20 octobre 2015  | 14 novembre 2015 | 28 décembre 2015   | 28 février 2016  |
|         | 6       | Les Pirates du Ciel               | 10       | 9 juin 2016                      | 15 juillet 2016                  | 9 avril 2016     | 13 avril 2016    | 2016               | 2017             |
|         | SP*     | Le Jour des âmes disparues        | 1        | 29 octobre 2016                  | 29 octobre 2016                  | 11 novembre 2016 | 11 novembre 2016 | 2017               | 2017             |
|         | 7       | Les Mains du Temps                | 10       | 15 mai 2017                      | 26 mai 2017                      | 13 février 2017  | 17 février 2017  | 24 novembre 2018   | 19 décembre 2018 |
|         | 8       | Les Fils de Garmadon              | 10       | 16 avril 2018                    | 25 mai 2018                      | 23 avril 2018    | 27 avril 2018    | 7 janvier 2019     | 31 mars 2019     |
|         | 9       | Traqués                           | 10       | 11 août 2018                     | 25 août 2018                     | 29 octobre 2018  | 2 novembre 2018  | 7 avril 2019       | 9 juin 2019      |
|         | 10      | La Marche des Onis                | 4        | 19 avril 2019                    | 19 avril 2019                    | 20 mai 2019      | 20 mai 2019      | 7 juillet 2019     | 28 juillet 2019  |
|         | 11      | Les Secrets du Spinjitzu Interdit | 30       | 22 juin 2019                     | 1er février 2020                 | 21 octobre 2019  | 27 décembre 2019 | 1er septembre 2019 | 8 décembre 2019  |
|         | 12      | Premier Empire                    | 16       | 19 juillet 2020                  | 30 août 2020                     | 23 octobre 2020  | 23 octobre 2020  | 25 octobre 2020    | 13 décembre 2020 |
|         | 13      | Le Maître de la Montagne          | 16       | 13 septembre 2020                | 25 octobre 2020                  | 23 octobre 2020  | 23 octobre 2020  | 20 décembre 2020   | 7 février 2021   |
|         | SP*     | L'Île Inconnue                    | 4        | 7 mars 2021                      | 14 mars 2021                     | 27 février 2021  | 27 février 2021  | 7 mars 2021        | 14 mars 2021     |
|         | 14      | L'Appel de l'Océan                | 16       | 4 avril 2021                     | 30 avril 2021                    | 21 mai 2021      | 15 octobre 2021  | 11 avril 2021      | 27 juin 2021     |
|         | 15      | Cristallisés                      | 30       | 20 mai 2022                      | 1er octobre 2022                 | 6 juin 2022      | 21 octobre 2022  | 25 juin 2022       | 2023             |

PI* : épisode pilote.
SP* : épisodes spéciaux n'étant pas considérés comme des saisons.

### Mini-saisons
| Mini-séries | Mini-séries                    | Épisodes | Épisodes | États-Unis       | États-Unis       | France          | France          | Québec          | Québec          |
| Mini-séries | Mini-séries                    | Épisodes | Épisodes | Début de saison  | Fin de saison    | Début de saison | Fin de saison   | Début de saison | Fin de saison   |
|             | Pilote : Mini-épisodes         | 6        | 6        | 21 novembre 2011 | 2 décembre 2011  | 2011            | 2011            | 2012            | 2012            |
|             | La Chaise de Chen              | 5        | 5        | 14 juillet 2015  | 2 août 2015      | [ note 1 ]      | [ note 1 ]      | [ note 1 ]      | [ note 1 ]      |
|             | Les Grands Récits              | 6        | 6        | 17 juin 2016     | 17 juin 2016     | 17 juin 2016    | 17 juin 2016    | 17 juin 2016    | 17 juin 2016    |
|             | La Salle de l'Infamie          | 6        | 6        | 16 juin 2016     | 21 juillet 2016  | 24 juin 2016    | 24 juin 2016    | 24 juin 2016    | 24 juin 2016    |
|             | Les Thés de Wu                 | 20       | 20       | 13 juillet 2017  | 13 juillet 2017  | 13 juillet 2017 | 13 juillet 2017 | 13 juillet 2017 | 13 juillet 2017 |
|             | Ninjago : Decodé               | 10       | 10       | 23 novembre 2017 | 23 novembre 2017 | 2 mars 2018     | 2 mars 2018     | 2019            | 2019            |
|             | Les Contes du Monastère        | 6        | 6        | 19 décembre 2018 | 19 décembre 2018 | 25 février 2019 | 1 mars 2019     | 9 avril 2019    | 9 avril 2019    |
|             | Premier Empire : Mini-épisodes | 6        | 6        | 7 janvier 2020   | 6 mars 2020      | 30 octobre 2020 | 30 octobre 2020 | 2021            | 2021            |
|             | Ninjago : Réimaginé            | 5        | 5        | 21 avril 2021    | 21 mai 2021      | 14 juillet 2021 | 14 juillet 2021 | 14 juillet 2021 | 14 juillet 2021 |
|             | Les Vertus du Spinjitzu        | 6        | 6        | 11 janvier 2022  | 15 février 2022  | 14 mai 2022     | 17 mai 2022     | 14 mai 2022     | 17 mai 2022     |

## Fiche technique
Sauf indication contraire, les informations mentionnées dans cette section peuvent être confirmées par la base de données cinématographiques IMDb,  présente dans la section « Liens externes ».
- Titre : Ninjago : Les Maîtres du Spinjitzu (saison 1-10), puis Ninjago (depuis la saison 11)
- Titre original : Ninjago: Masters of Spinjitzu (saison 1-10), puis Ninjago (depuis la saison 11)
- Réalisation : Peter Hausner, Martin Skov, Michael Helmuth Hansen, Trylle Vilstrup, Thomas Østergaard Poulsen, Jens Møller, Per During Risager, Frederik Budolph, Peter Egeberg, Wade Cross, Daniel Ife, Shane Poettcker
- Scénarisation : Dan et Kevin Hageman, Michael Hegner, Bragi Schut, Tommy Andreasen
- Direction artistique : Jens Møller, Peter Egeberg
- Décors : Bjarne Hansen, Anne Hofmann, Thomas Østergaard Poulsen
- Montage : Henrik Bech, Per Risager et Rikke Malene Nielsen
- Musique : The Fold, Jay Vincent et Michael Kramer
- Production : Erik Wilstrup, Irene Sparre, Louise Barkholt, Tommy Andreasen, Nelson LaMonica, Simon Lucas, Cerim Manovi, Robert May, Vicky Kjaer Jensen, Ryan Pears
- Production exécutive : Torsten Jacobsen, Erik Wilstrup, Dan et Kevin Hageman, Irene Sparre, Keith Malone, Bragi Schut, Jill Wilfert, Tommy Andreasen, Josh Scherba, Kirsten Newlands et Amir Nasdarabi
- Société de production : Wil Film ApS (2011-2019), WildBrain Studios (2019-2022)
- Pays d'origine :  États-Unis,  Danemark
- Première diffusion : États-Unis : 14 janvier 2011, France : 17 décembre 2011
- Format : Couleur - HDTV 1080i - son stéréo - HD (saisons 1 à 4) - 4K (depuis la saison 5)
- Genre : Animation, action, aventure
- Durée des épisodes : 22 minutes (saison 1 à 10), 11 minutes (saison 11 à 15), 21 minutes (saisons 16 et 17) et de 2 à 11 minutes (mini-épisodes)

## Distribution
| Personnages notables             | Voix originales                                          | Voix françaises                                                                                 |
| -------------------------------- | -------------------------------------------------------- | ----------------------------------------------------------------------------------------------- |
| Kai                              | Vincent Tong                                             | Aurélien Ringelheim                                                                             |
| Jay                              | Michael Adamthwaite                                      | Alessandro Bevilacqua                                                                           |
| Cole                             | Kirby Morrow ; Andrew Francis (Saison 15)                | Marc Weiss                                                                                      |
| Zane                             | Brent Miller                                             | Jean-Michel Vovk                                                                                |
| Nya                              | Kelly Metzger                                            | Marie-Line Landerwyn                                                                            |
| Lloyd                            | Jillian Michaels ; Samuel Vincent (depuis la saison 8)   | Thibaut Delmotte                                                                                |
| P.I.X.A.L                        | Jennifer Hayward                                         | Cécile Florin ; Julie Basecqz (saison 6)                                                        |
| Maître Wu                        | Paul Dobson                                              | Alessandro Bevilacqua                                                                           |
| Garmadon                         | Mark Oliver                                              | Jean-Marc Delhausse                                                                             |
| l’Oméga                          | Zach LeBlanc                                             | Robert Dubois                                                                                   |
| Overlord/Roi de cristal          | Scott McNeil                                             | Benoît Van Dorslaer (saison 2 et 3); Robert Guilmard (saison 15)                                |
| Krux                             | Michael Daingerfield                                     | Xavier Percy                                                                                    |
| Acronix                          | Ian Hanlin                                               | Alain Eloy                                                                                      |
| Pythor                           | Michael Dobson                                           | Patrick Brüll                                                                                   |
| Nadakhan                         | Scott McNeil                                             | Robert Dubois                                                                                   |
| Roi Vangelis/Le Sorcier au Crâne | Deven Mack                                               | Erwin Grünspan ; Jean-François Rossion (saison 15)                                              |
| Général Cryptor                  | Richard Newman                                           | Nicolas Matthys ; Jean-Michel Vovk (Le Jour des âmes disparues)                                 |
| Le Mécanicien                    | Michael Antonakos ; Alan Marriot (saison 8)              | Nicolas Matthys (saison 6) ; Martin Spinhayer (saison 8) ; Frédéric Meaux (saison 11, 12 et 15) |
| Maître Chen                      | Ian James Corlett                                        | Steve Driesen                                                                                   |
| Aspheera                         | Pauline Newstone (saison 11) ; Kathleen Barr (saison 15) | Colette Sodoyez                                                                                 |
| Prince Kalmaar                   | Giles Panton                                             | Sébastien Hébrant                                                                               |
| Misako                           | Kathleen Barr                                            | Stéphane Excoffier                                                                              |
| Samukai                          | Michael Kopsa                                            | Tony Beck (PI*) ; Maxime Donnay (Le Jour des âmes disparues)                                    |
| Kruncha                          | Brian Drummond                                           | Nicolas Dubois                                                                                  |
| Nuckal                           | Brian Drummond                                           | Maxime Donnay                                                                                   |
| Fangtom                          | Mackenzie Gray                                           | Nicolas Dubois                                                                                  |
| Skales                           | Ian James Corlett                                        | Peppino Capotondi                                                                               |
| Skylor                           | Heather Doerksen                                         | Julie Basecqz ; Delphine Moriau (saison 15)                                                     |
| Harumi                           | Britt McKillip                                           | Héléna Coppejans                                                                                |
| Ronin/Ronan selon le pays        | Brian Dobson                                             | Simon Hommé                                                                                     |
| Dareth                           | Alan Marriott                                            | Nicolas Matthys                                                                                 |
| Cyrus Borg                       | Lee Tockar                                               | Luc Vandermaelen                                                                                |
| Morro                            | Andrew Francis                                           | Laurent Bonnet                                                                                  |
| Samuraï X                        | Michael Donovan                                          | Salazar Fernández                                                                               |
| Général Constrictor              | John Novak                                               | Salazar Fernández                                                                               |
| Karloff                          | Scott McNeil                                             | Robert Guilmard                                                                                 |
| Turner                           | Doron Bell                                               | Simon Duprez                                                                                    |
| Neuro                            | Paul Dobson                                              | Olivier Cuvellier                                                                               |
| Clouse                           | Scott McNeil                                             | Michel Hinderyckx                                                                               |
| Killow                           | Garry Chalk                                              | Martin Spinhayer                                                                                |
| Ultra Violet                     | Maggie Blue O'Hara                                       | Ludivine Deworst                                                                                |
| Milton Dier                      | ????                                                     | Damien Gillard                                                                                  |
| Maya                             | Jillian Michaels                                         | Fabienne Loriaux                                                                                |
| Misako                           | Kathleen Barr                                            | Stephane Excoffier                                                                              |
| Miss Dynamite                    | ?????                                                    | Fanny Dreiss                                                                                    |
| Fugidove                         | ????                                                     | Bruno Borsu                                                                                     |
| Roi Trimar                       | ?????                                                    | Benoît Grimmiaux                                                                                |
| Bentomar                         | ????                                                     | Matteo Marchese                                                                                 |
| Nelson (livreur de journaux)     | ????                                                     | Quentin Van Haverbeek                                                                           |
| Antonia (livreuse de journaux)   | ????                                                     | Stéphanie Vondenhoff                                                                            |
| Viny (cameraman)                 | ????                                                     | Gilles Poncelet                                                                                 |
| Leader des nouveaux Ninjas       | ????                                                     | Benjamin Thomas                                                                                 |

## Adaptations

### Jeux vidéo
Plusieurs jeux vidéo dérivés de l'univers sont réalisés et comprennent : Lego Battles: Ninjago (en), Nindroïds, L'Ombre de Ronin, et Lego Ninjago, le film : Le Jeu vidéo.
Le monde et des personnages (dont certains jouables) de Ninjago apparaissent également dans Lego Dimensions.

### Films
Lego Ninjago, le film, se basant sur l'univers de la série, est en production dans les studios Warner Bros.. Le film est réalisé par Charlie Bean, scénarisé par Bryan Shukoff et Kevin Chesley et produit par Dan Lin, Roy Lee, Phil Lord et Christopher Miller. Sa production commence en 2013. Le film sort le 27 septembre 2017 aux États-Unis et le 11 octobre 2017 en France.
Dès septembre 2016 est diffusé, avant le film Cigognes et compagnie, un court métrage nommé The Master autour du personnage de Sensei Wu.